# Skole
|  | For det filosofiske begreb, se Skole (disciplin) |
Skole (af det latinske ord schola, der igen kommer af det græske ord schole, fritid, dvs. fritid fra praktisk arbejde og mulighed for intellektuel udfoldelse) er en undervisningsinstitution eller den bygning, hvor undervisningsinstitutionen hører til. Formålet er at give elever undervisning, så de får en uddannelse. På nogle skoler er der en indskolingen (0-3. klasse), mellemtrinnet (4-6. klasse) og udskolingen (7-9. klasse). Der findes også 10. klasse på nogle skoler, som kan være en mulighed for elever, der ønsker at fortsætte deres skolegang et år ekstra, inden de begynder på ungdomsuddannelser.